# Melissa (Texas)
Melissa è un comune (city) degli Stati Uniti d'America della contea di Collin nello Stato del Texas. La popolazione era di 84 246 abitanti al censimento del 2010. È un sobborgo settentrionale di Dallas.

## Geografia fisica
Secondo lo United States Census Bureau, la città ha una superficie totale di 26,36 km², dei quali 26,19 km² di territorio e 0,17 km² di acque interne (0,66% del totale).

## Storia
I ricchi terreni della Blacklife Prairie e le acque dell'Elm Fork sul fiume Trinity attirarono i coloni nell'area negli anni 1840, quando la "colonia di Peters" creò l'insediamento. 

## Società

### Evoluzione demografica
Secondo il censimento del 2010, la popolazione era di 4 695 abitanti.

### Etnie e minoranze straniere
Secondo il censimento del 2010, la composizione etnica della città era formata dall'84,52% di bianchi, il 5,41% di afroamericani, lo 0,98% di nativi americani, lo 0,6% di asiatici, lo 0,13% di oceanici, il 5,86% di altre razze, e il 2,51% di due o più etnie. Ispanici o latinos di qualunque razza erano il 12,78% della popolazione.